# Heinkel HE 1
Heinkel HE 1 eller Caspar S. I var en typ av tyskt spaningsflygplan, som konstruerades av Ernst Heinkel. Flygplanet kallades allmänt för Hansa efter sitt nära släktskap med de tyska militära typerna W.29 och W.37 från Hansa und Brandenburgische Flugzeugwerke.
Vid 1921 års riksdag beviljades Marinens Flygväsende ett extra anslag för inköp av ett övervakningsflygplan. Carl Clemens Bücker, som var anställd som provflygare vid Torpeddepartementet vid flottans varv i Stockholm, rådfrågades om en lämplig typ. Flygplanets konstruktion skulle vara enkel, eftersom Marinens Flygväsende också ville köpa licensrätt för egen produktion vid Torpeddepartementet. Bücker föreslog att man borde köpa in en Supermarine Channel II och en Caspar S. I, för jämförande prov i olika tester.
I april 1921 for Bücker, Thor Lübeck och Tord Ångström till Caspar-Werke för diskussioner. Heinkel visade sin vidareutvecklade Hansatyp, som var under tillverkning, och offererade 13 april en försäljning av flygplanet. Ett kontrakt upprättades på prototypflygplanet samt en licensrätt där Marinens Flygväsende betalade 40 000 kronor för prototypen samt 3 000 för varje flygplan som tillverkades i Sverige. För att kringgå Versaillesfördragets förbud mot tysk tillverkning av krigsmateriel kontaktade Bücker AB Hästholmsvarvet på Lidingö, där montering av de utsmugglade delarna till prototypflygplanet monterades. Flygplanet, som levererades i demonterat skick till Sverige 1921, benämndes Caspar S.I. Det visade sig att Hästholmsvarvet inte klarade av monteringsarbetet, varpå Bücker i september 1921 bildar företaget Svenska Aero, som kom att bli svensk leverantör av flygplanet till Marinens Flygväsende. Monteringen vid Svenska Aero utfördes av Ernst Heinkel och några tyska montörer. Efter det att flygplanet hade monterats, levererade marinen en Maybach Mb VIa motor till Svenska Aero som monterades in i flygplanet. Provflygningen genomfördes av Bücker den 11 november 1921. I december samma år godkändes flygplanet av Marinens Flygväsende och den fick nummer MFV 31 med placering i Hägernäs.
På grund av att Hansaflygplanet led av barnsjukdomar och Supermarine Channel flygplanet havererade, kom de tänkta jämförande proven kom inte till stånd. Under sommaren 1922 genomfördes en lång rad prov med flottörer av olika typ och utförande, varefter valet slutligen stannade på en typ med en volym på 2 × 2 380 liter. På grund av flottörernas storlek kom stjärtpartiet att ligga högt över vattnet och klarade därför öppen sjö mycket väl.
Under våren 1922 beslöt Marinen att anskaffa fler Hansor. I mars beställdes ytterligare fyra Hansa hos Caspar-Werke i Tyskland. Heinkel föreslog att vissa delar skulle tillverkas av Svenska Aero, i realiteten kom alla delar utom roder och flottörer att i hemlighet tillverkas av Caspar-Werke i Tyskland för att sedan monteras av Torpeddepartementet. Det första färdigställda flygplanet i serien  provflögs av Bücker den 22 september 1922. De nya flygplanen fick nummer 32-35 och parallellt med monteringen av dessa exemplar beställdes också en ytterligare serie om sex flygplan hos Svenska Aero AB. Också dessa flygplan monterades vid Torpeddepartementet. Leveransen av de sista sex flygplanen slutfördes under 1923. Dessa fick nummer 36-41. Ett av flygplanen försågs på försök med den 240 hk Armstrong Siddeley Puma-motorn från den havererade Supermarine Channel-flygbåten.
Flygplanen sattes in i aktiv tjänst som stridsflygplan under sommaren 1923. De sju färdiga flygplanen fördelades på placeringsorterna Göteborg, Karlskrona och Hårsfjärden. Flygplanstypen drabbades av två totalhaverier: Nr 32 havererade 18 juni 1923 och Nr 33 havererade 1 augusti i Göteborgstrakten. Nr 23 sjönk i maj 1926 vid Fladen grund.
Vid Flygvapnets bildande den 1 juli 1926 överfördes kvarvarande sju flygplan och gavs beteckningen S 2. I Flygvapnet försågs flygplan 31 med dubbelkommando och användes som skolflygplan fram till dess det havererade 1927. Det sista flygplanet av typen kasserades i maj 1932. 
Samarbetet mellan Svenska Aero AB och Ernst Heinkel resulterade i att Heinkel lämnade Caspar-Werke för att 1 december 1922 grunda Ernst Heinkel Flugzeugwerke i Warnemünde. Flygplanets tidigare beteckning Caspar S.I byttes därmed ut till Heinkel HE 1, där HE står för Heinkel Eindecker. Vid senare konstruktioner, som Heinkel He 115, står He för Heinkel.